# Liste des ponts sur la Meuse
Cette liste contient les ponts présents sur la Meuse et ses bras. Elle est donnée par province néerlandaise, province belge et département français, depuis l'aval du fleuve vers son amont et précise pour chaque pont le nom des communes qu'il relie en commençant par celle située sur la rive gauche du cours d'eau.
- voies routières ou autoroutières  +
- voies ferrées
- passerelles piétonnes
- ponts mixtes (route + rail)   +

Certains relient une berge à une île et ne franchissent donc qu'un bras. D'autres sont en ruine et infranchissables.

## Liste
| Image                           | Pont                           | Rive gauche       | Milieu  | Rive droite                   | Longueur totale | Localisation                      | Type du pont     | Route/ ligne ferroviaire                               | Année       | Monument historique                                  | Commentaire |
| Gueldre                         | Gueldre                        | Gueldre           | Gueldre | Gueldre                       | Gueldre         | Gueldre                           | Gueldre          | Gueldre                                                | Gueldre     | Gueldre                                              | Gueldre |
| ------------------------------- | ------------------------------ | ----------------- | ------- | ----------------------------- | --------------- | --------------------------------- | ---------------- | ------------------------------------------------------ | ----------- | ---------------------------------------------------- | --- |
|                                 | Pont de Hedel                  | Bois-le-Duc       |         | Maasdriel                     | 450 m           | 51° 44′ 25,2″ N, 5° 16′ 05,6″ E   |                  |                                                        | 1937        |                                                      | Le pont est détruit une première fois en 1940 et une seconde fois en 1942. |
| Brabant-Septentrional           |                                |                   |         |                               |                 |                                   |                  |                                                        |             |                                                      | |
| Province de Limbourg (Pays-Bas) |                                |                   |         |                               |                 |                                   |                  |                                                        |             |                                                      | |
| Province de Limbourg (Belgique) |                                |                   |         |                               |                 |                                   |                  |                                                        |             |                                                      | |
|                                 | Pont John F. Kennedy           |                   |         |                               | 820 m           | 50° 40′ 50,83″ N, 5° 39′ 05,69″ E |                  | Le code pays « N278 » n’est pas supporté par le modèle | 1968        |                                                      | |
| Province de Liège               |                                |                   |         |                               |                 |                                   |                  |                                                        |             |                                                      | |
|                                 | Viaduc de Herstal              |                   |         |                               | 820 m           | 50° 40′ 55,62″ N, 5° 39′ 12,97″ E |                  | - E 40                                                 | 1960        |                                                      | |
|                                 | Pont de Wandre                 |                   |         |                               | 527,09 m        | 50° 40′ 25,51″ N, 5° 38′ 36,9″ E  |                  |                                                        | 1989        | Patrimoine exceptionnel (2013, no 62051-PEX-0001-02) | |
|                                 | Pont-rails Monsin              |                   |         |                               |                 | 50° 39′ 08,2″ N, 5° 38′ 18,28″ E  |                  | Ligne 214                                              | 1935        |                                                      | |
|                                 | Pont-barrage de Monsin         |                   |         |                               |                 | 50° 39′ 05,89″ N, 5° 37′ 50,63″ E |                  |                                                        | 1930        |                                                      | |
|                                 | Pont Atlas                     |                   |         |                               |                 | 50° 38′ 56,07″ N, 5° 36′ 07,61″ E |                  |                                                        | 1947        |                                                      | |
|                                 | Pont Maghin                    |                   |         |                               |                 | 50° 38′ 46,65″ N, 5° 35′ 08,64″ E |                  |                                                        | 1952        |                                                      | |
|                                 | Pont des Arches                |                   |         |                               |                 | 50° 38′ 36,8″ N, 5° 34′ 43,76″ E  |                  |                                                        | 1947        |                                                      | |
|                                 | Passerelle Saucy               |                   |         |                               | 52 m            | 50° 38′ 28,37″ N, 5° 34′ 40,75″ E |                  |                                                        | 1949        |                                                      | |
|                                 | Pont Kennedy                   |                   |         |                               | 120 m           | 50° 38′ 16,81″ N, 5° 34′ 36,98″ E |                  |                                                        | 1960        |                                                      | |
|                                 | Pont Albert Ier                |                   |         |                               | 170 m           | 50° 37′ 57,02″ N, 5° 34′ 23,22″ E |                  |                                                        | 1957        |                                                      | |
|                                 | Passerelle La Belle Liégeoise  |                   |         |                               | 163 m           | 50° 37′ 41,74″ N, 5° 34′ 27,7″ E  |                  |                                                        | 2016        |                                                      | |
|                                 | Pont de Fragnée                |                   |         |                               | 177,6 m         | 50° 37′ 15,22″ N, 5° 34′ 45,69″ E |                  |                                                        | 1905        | Patrimoine exceptionnel (2013, no 62063-PEX-0021-02) | |
|                                 | Pont-rails du Val-Benoît       |                   |         |                               |                 | 50° 37′ 01,79″ N, 5° 34′ 46,39″ E | Pont ferroviaire | Ligne 37                                               | 1945        |                                                      | |
|                                 | Pont du Pays de Liège          |                   |         |                               | 162 m           | 50° 36′ 58,8″ N, 5° 34′ 44,3″ E   |                  | - E 25                                                 | 2000        |                                                      | |
|                                 | Pont-rails de Renory           | Kinkempois        |         | Fexhe-le-Haut-Clocher         |                 | 50° 36′ 25,76″ N, 5° 33′ 27,91″ E | Pont ferroviaire | Ligne 36A                                              | 1930        |                                                      | |
|                                 | Pont d'Ougrée                  |                   |         |                               |                 | 50° 36′ 26,74″ N, 5° 32′ 37,54″ E |                  |                                                        | 1968        |                                                      | |
| Province de Namur               |                                |                   |         |                               |                 |                                   |                  |                                                        |             |                                                      | |
|                                 | Pont d'Andenne                 | Seilles           |         | Andenne                       |                 | 50° 29′ 39″ N, 5° 05′ 44″ E       |                  | N921                                                   |             |                                                      | |
| Image manquante                 | Pont de Sclayn                 | Vezin             |         | Sclayn                        |                 | 50° 29′ 27″ N, 5° 01′ 34″ E       |                  | N968                                                   | 1949-1950   |                                                      | |
| Image manquante                 | Pont de Namêche                | Namêche           |         | Thon-Samson                   |                 | 50° 28′ 06″ N, 4° 59′ 41″ E       |                  | N942                                                   |             |                                                      | |
| Image manquante                 | Viaduc de Beez                 | Beez              |         | Loyers                        |                 | 50° 27′ 55″ N, 4° 55′ 00″ E       |                  | - E 411                                                | 1968-1971   |                                                      | |
| Image manquante                 | Pont des Grands Malades        | Beez              |         | Jambes                        |                 | 50° 27′ 57″ N, 4° 53′ 56″ E       |                  | N905                                                   |             |                                                      | |
| Image manquante                 | Passerelle des Grands Malades  | Jambes            |         | Jambes                        |                 | 50° 27′ 57″ N, 4° 53′ 42″ E       |                  |                                                        |             |                                                      | |
|                                 | Pont du Luxembourg             | Namur             |         | Jambes                        | 160 m           | 50° 27′ 53″ N, 4° 52′ 46″ E       |                  | Ligne 162 Ligne 154 RAVeL                              |             |                                                      | |
| Image manquante                 | Pont des Ardennes              | Namur             |         | Jambes                        |                 | 50° 27′ 47″ N, 4° 52′ 28″ E       |                  | -                                                      | 1952-1954   |                                                      | |
|                                 | Pont de Jambes                 | Namur             |         | Jambes                        |                 | 50° 27′ 30″ N, 4° 51′ 57″ E       |                  | N917                                                   | XVIe siècle | Patrimoine classé (1989, no 92094-CLT-0150-01)       | |
| Pont de Wépion                  | Pont de Wépion                 | Wépion            |         | Dave                          |                 | 50° 23′ 53″ N, 4° 52′ 55″ E       |                  | / N947                                                 |             |                                                      | |
| Pont de Lustin                  | Pont de Lustin                 | Profondeville     |         | Lustin                        |                 | 50° 21′ 55″ N, 4° 52′ 20″ E       |                  | N931                                                   |             |                                                      | |
|                                 | Pont de Godinne                | Annevoie-Rouillon |         | Godinne                       |                 | 50° 20′ 55″ N, 4° 51′ 13″ E       |                  | N947a                                                  | 1907        |                                                      | Pont à voie unique, avec circulation alternée par des feux de circulation. |
|                                 | Pont d'Yvoir                   | Anhée             |         | Yvoir                         |                 | 50° 18′ 56″ N, 4° 52′ 39″ E       |                  |                                                        |             |                                                      | |
|                                 | Pont-rails de Houx             | Houx              |         | Anhée                         |                 | 50° 18′ 22″ N, 4° 53′ 29″ E       |                  | Ligne 154                                              |             |                                                      | |
|                                 | Pont Charles de Gaulle         | Dinant            |         | Dinant                        |                 | 50° 15′ 37″ N, 4° 54′ 41″ E       |                  | N936                                                   |             |                                                      | |
| Ardennes                        |                                |                   |         |                               |                 |                                   |                  |                                                        |             |                                                      | |
| Meuse                           |                                |                   |         |                               |                 |                                   |                  |                                                        |             |                                                      | |
| Image manquante                 | Viaduc de la Meuse             | Bannoncourt       |         | Bannoncourt Lacroix-sur-Meuse | 602,5 m         | 48° 57′ 50″ N, 5° 30′ 24″ E       | Pont ferroviaire | LGV Est                                                | 2005        |                                                      | |
|                                 | Pont de Vacherauville          |                   |         |                               |                 |                                   |                  |                                                        | années 1960 |                                                      | |
| Haute-Marne                     |                                |                   |         |                               |                 |                                   |                  |                                                        |             |                                                      | |
|                                 | 'Premier pont sur la Meuse'    |                   |         | Pouilly-en-Bassigny           | 7 m             | 47° 58' 55" N, 4° 53' 43" E       |                  |                                                        |             |                                                      | Bien qu'il soit souvent appelé le premier pont sur la Meuse, il ne s'agit pas réellement du premier pont. Le véritable premier pont est un pont en bois situé un peu en amont. |
|                                 | Vrai premier pont sur la Meuse |                   |         | Pouilly-en-Bassigny           | 2,5 m           | 47° 58' 55" N, 4° 53' 43" E       |                  |                                                        | 2025        |                                                      | Bien que le pont suivant soit souvent appelé le premier pont sur la Meuse, ce pont en bois est le véritable premier pont sur la Meuse.                                         |